# Olav Duun
Olav Duun (Fosnes, 1876 – Tönsberg, 1939) è stato uno scrittore norvegese.
Figlio di contadini, fu egli stesso contadino e pescatore, finché, nel 1904 divenne maestro elementare. La vita rude a contatto della terra e i costumi del suo popolo offrirono la materia prima a tutti i suoi romanzi e novelle, che si susseguirono ininterrottamente a partire dal 1907.
Un sentimento dalla vita forte e primitivo, le acute descrizioni psicologiche, il tratto sicuro della narrazione, sono i pregi maggiori di tutta l'opera di Duun, che contribuì al ritorno della letteratura norvegese alla tradizione nazionale d'ispirazione pagana.
Più complesso, vario e ampio nella rappresentazione della vita e del costume norvegesi e del carattere dei personaggi, è il ciclo di romanzi Odin (1818-23), l'opera più notevole della moderna letteratura norvegese, che raggiunge, nella narrazione della storia di una famiglia di contadini, toni di alta epicità, in uno stile potente ed essenziale, vicino a quello delle saghe islandesi.

## Opere
- Di traverso (1909)
- Tre amici (1914)
- La coscienza tranquilla (1916)
- Odin (1818-23)
- Il prossimo (1929)
- Tormentosa inchiesta (1932)
- Ultimi anni di vita (1933)
- Dio sorride (1935)
- Uomini e potenze (1938)